# Desinformatie
Desinformatie is te kwader trouw verspreide misleidende of onjuiste informatie. Desinformatie wordt publiekelijk bekendgemaakt of "strategisch" uitgelekt door een overheid, onderneming of andere entiteit om te voorkomen dat een doelgroep juiste conclusies kan trekken of correcte meningen kan vormen. Het woord desinformatie is afgeleid van het Russische 'dezinformatsiya'.
Desinformatie wordt geproduceerd door mensen die doelbewust hun publiek willen bedriegen, zodat die iets anders gaan geloven dan de waarheid. Ze is psychologisch gezien dermate krachtig, dat wanneer desinformatie succesvol verspreid wordt, ze door een relatief groot deel van het publiek geaccepteerd wordt als feit. Dit kan zo ver gaan, dat als de betrokkenen later de waarheid onder ogen krijgen, dit zelfs kan leiden tot ontkenning daarvan.
Gedurende de Koude Oorlog was desinformeren een erkende militaire en politieke strategie. Het gebeurt ook in de commercie en in bestuurlijke branches, om te proberen de positie van een concurrent te ondermijnen of het gedrag van de consument te beïnvloeden.

## Desinformatie versus misinformatie versus nepnieuws
Onjuiste informatie kan bewust worden verspreid om anderen te misleiden of hun denken te beïnvloeden, bijvoorbeeld in de vorm van propaganda. Zij kan ook onbewust worden verspreid in de veronderstelling dat het correcte informatie is, bijvoorbeeld wanneer informatie wordt gedeeld met derden zonder vooraf te checken of deze wel juist is. Door tegenstrijdige definities worden de termen desinformatie en misinformatie vaak door elkaar gebruikt.
Onder misinformatie (Engels: misinformation) wordt meestal onjuiste informatie verstaan, die ofwel te goeder trouw wordt verspreid door een informant die niet wist dat de informatie onjuist is, ofwel kwaadwillig wordt verspreid om mensen te misleiden. Volgens de Van Dale is daarnaast ook onbetrouwbare of onvolledige informatie een vorm van misinformatie.
Docent Politieke Communicatie Michael Hameleers definieert misinformatie als uitsluitend "onjuiste informatie die verspreid wordt zonder dat er sprake is van bewuste misleiding."
Desinformatie is een vorm van misinformatie waarbij de verspreider weet dat deze onjuist is en de intentie heeft om deze te verspreiden.  In de Koude Oorlog verwees het naar ‘bedrieglijke schijninformatie’ die door geheime diensten werd verspreid. De Van Dale definieert anno 2021 desinformatie als ‘bedrieglijke schijninformatie die feiten al dan niet moedwillig verdraait of vervalst’. Den Boon vraagt zich af of deze omschrijving nog wel correct is. In afwijking van de gebruikelijke betekenis stelt hij voor om het woord desinformatie te gebruiken voor zowel opzettelijk als onwetend verspreiden van onjuiste informatie.
De Nederlandse Rijksoverheid hanteert de volgende definitie volgens de rijksbrede aanpak van desinformatie: Desinformatie is (onafhankelijk van de inhoud, producent/verspreider of wijze van verspreiding), het doelbewust, veelal heimelijk, verspreiden van misleidende informatie, met het doel om schade toe te brengen aan het publieke debat, democratische processen, de open en kenniseconomie of volksgezondheid. Daarmee kan het de nationale veiligheid raken. Het is een vorm van schadelijk, maar vaak legaal, gedrag. Desinformatie hoeft niet altijd onjuiste informatie te bevatten. Het kan een combinatie zijn van feitelijke, onjuiste of deels onjuiste informatie, maar altijd met de intentie om te misleiden en te schaden.
Populisten kunnen desinformatie verspreiden uit politieke en/of ideologische motieven. Hiermee kunnen zij een voedingsbodem geven aan complottheorieën. Complottheorieën kunnen zowel onbedoelde misinformatie zijn, als kwaadwillige desinformatie, afhankelijk van de intenties van de verspreider. Zij kunnen spontaan worden bedacht om een verklaring te zoeken voor verwarrende elkaar schijnbaar tegensprekende berichtgeving, of zij kunnen speciaal worden bedacht om desinformatie te verspreiden.
Sommigen proberen middels desinformatie financieel voordeel te behalen. Een voorbeeld is het vermelden van onjuiste of onvolledige informatie op het etiket van een product om de verkoop ervan te stimuleren.
Het UNESCO handboek voor de journalistiek uit 2020 definieert, net als Hameleers, misinformatie als onware informatie die onbewust als 'waar' wordt verspreid en desinformatie als bewuste verspreiding hiervan. 'Mal-informatie' is desinformatie die er speciaal op is gericht om iets of iemand te beschadigen.
Nepnieuws (Engels: fake news) is desinformatie die wordt gebracht alsof echt nieuws is. Voorbeelden zijn verdraaide of onvolledige overname van nieuwsberichten, valse wetenschappelijke rapporten of verzonnen verhalen in roddelbladen. 'Fake news', als term beroemd gemaakt door Donald Trump, kan ook een schimpnaam zijn voor berichtgeving door de mainstream media, waarbij deze worden afgeschilderd als verspreiders van nepnieuws. Het ten onrechte de msm beschuldigen van verspreiding van 'nepnieuws' is zelf dan weer desinformatie of mal-informatie.
Bij wetenschapsontkenning worden door 'ontkenners' retorische tactieken gebruikt om verwarring te zaaien, bijvoorbeeld over klimaatverandering, evolutie, hiv/aids en COVID-19. De vijf tactieken die het meest worden gebruikt zijn complottheorieën, selectiviteit (cherrypicking), pseudo-experts, onmogelijke verwachtingen (ook wel bekend als het verzetten van doelpalen) en algemene logische dwalingen.

## Ontstaan
Volgens het Europees Digitale Media Observatorium (EDMO) volgt desinformatie meestal de geografische, lokale ontwikkelingen. Er is een parallel met de realiteit, waarbij  desinformatie achter de feiten aanhinkt.

## Technieken
Desinformatie kan worden verspreid via nieuws (dat daardoor kan worden bestempeld als nepnieuws), verslagen, persberichten, in amusement, in openbare verklaringen of in vrijwel elk ander (al dan niet periodiek) het publiek bereikend communicatiemiddel. Desinformatie kan ook worden gelekt, of heimelijk vrijgegeven, aan een bron waarvan het vrijwel zeker is dat die de gekregen 'informatie' verspreidt. Het is niet hetzelfde als traditionele propaganda en 'Grote Leugen'-technieken, die ontworpen zijn om emotionele steun te krijgen. 
Desinformatie is bedoeld om het publiek te manipuleren. Dit kan ofwel door gangbare informatie waartegen men gekant is in diskrediet te brengen, ofwel door steun te verlenen aan verkeerde conclusies. Een relatief nieuwe vorm van desinformatie is deepfake, waarbij echte videobeelden met behulp van kunstmatige intelligentie zodanig worden gemanipuleerd dat het lijkt alsof dingen worden gezegd door bepaalde personen die in werkelijkheid worden ingesproken door acteurs.
Desinformatie speelt vaak in op gevoelens. Berichten over kinderen doen het daarbij erg goed. Een speciale vorm van desinformatie zijn 'fake factchecks', waarbij de desinformatie wordt gepresenteerd als informatie die is gecontroleerd. Een voorbeeld is het Russische nepverhaal tijdens de Oorlog in Oost-Oekraïne, waarbij foto's van zwangere vrouwen bij een gebombardeerde geboortekliniek volgens de Russische media zouden gespeeld zijn door een model. In het geval van de MH17-affaire publiceerden de Russische inlichtingendiensten nepbeelden, waaruit zou moeten blijken dat het vliegtuig was neergeschoten door het Oekraïense leger. De ultieme vorm is een dubbele 'fake factcheck', waarbij een factcheck van een politieke of militaire tegenstander middels een 'fake factcheck' valselijk wordt geframed als een 'fake factcheck' van die  tegenstander. Het doel ervan is om de tegenstander als leugenaar af te schilderen en verwarring te zaaien over de ware feiten.
Een geregeld voorkomende desinformatie-tactiek is om een gedeelte van de waarheid en zichtbare fenomenen te vermengen met valse conclusies en onwaarheden dan wel moedwillige leugens, of om een deel van de waarheid te presenteren als het hele verhaal. Dus ook het achterhouden van informatie, oftewel het geven van onvolledige informatie, kan worden gerekend tot de kwalificatie desinformatie.

## Onderzoek
Kritische sociaalwetenschappers stelden in Nature vragen bij courante uitspraken over de effecten van blootstelling aan desinformatie, die niet in overeenstemming bleken met hun empirisch onderzoek. Drie veelvoorkomende misvattingen zijn volgens hen:
- de blootstelling aan problematische inhoud is wijdverspreid en hoog
- algoritmes zijn grotendeels verantwoordelijk voor deze blootstelling
- sociale media zijn een primaire oorzaak van bredere sociale problemen zoals polarisatie.

De onderzoekers stelden daarentegen vast dat de sterkste polarisatie vooral bij kleine groepen extreme gebruikers voorkomt, niet bij de middenmoot. En algoritmen sturen eerder richting centrum dan richting extremen. Wel dringen zij erop aan om platforms verantwoordelijk te stellen voor het faciliteren van blootstelling aan onjuiste en extreme inhoud bij de extremen, waar de consumptie het hoogst is en het risico op werkelijke schade het grootst. Ze roepen ook op tot meer transparantie van platforms, inclusief samenwerking met externe onderzoekers, om de effecten van online desinformatie en de meest effectieve reacties daarop beter te kunnen evalueren.

## Regulering
In de Europese Unie heeft de Verordening digitale diensten (DSA) als doel de online verspreiding van desinformatie en illegale inhoud te voorkomen en in te perken. Voor de praktische uitvoering verwijst men vooral naar twee instrumenten:
- de Praktijkcode 2022 inzake desinformatie;[13]
- het Europees actieplan voor democratie (2020).[14]

## Voorbeelden van desinformatie

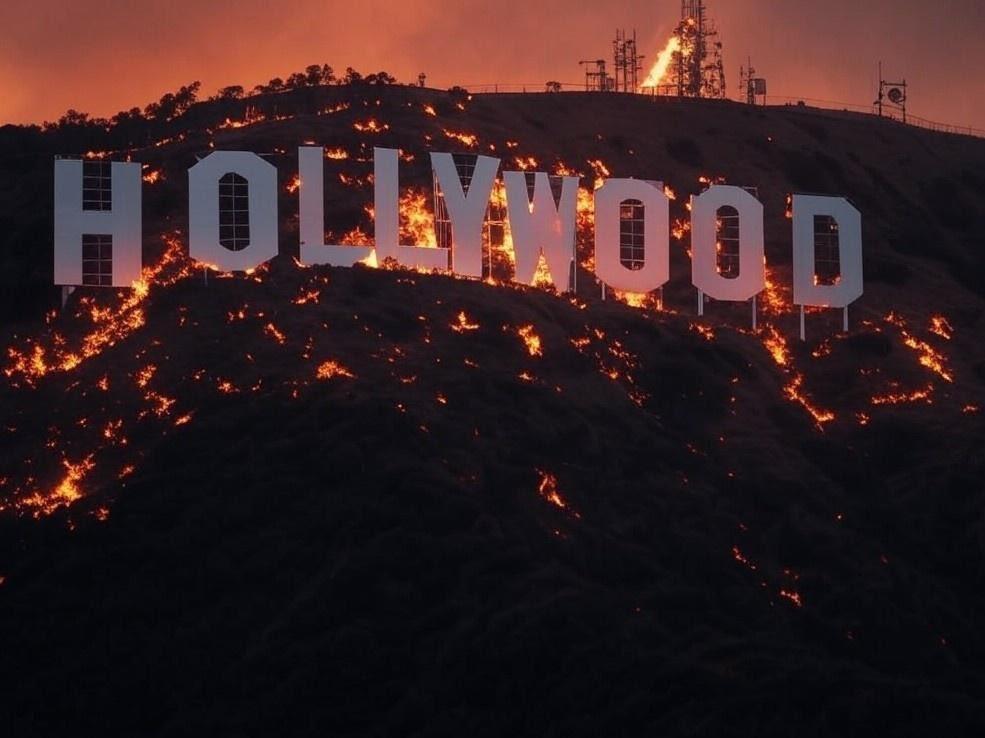
Tijdens de branden in Zuid-Californië in januari 2025 ging onder andere deze afbeelding (gegenereerd door kunstmatige intelligentie) viraal op sociale media. Factcheckers concludeerden al snel dat de Hollywood Sign helemaal niet in brand stond en dat dit dus desinformatie was.

### Economie
Tabaksindustrie - De tabaksindustrie heeft jarenlang de negatieve effecten van roken en het verband tussen roken van tabak en longkanker ontkend, hoewel er al vanaf 1954 duidelijke tekenen waren dat dit verband bestaat. De industrie wist hiervan, maar hield bewust deze informatie achter met het oog op meer winst te maken. De reactie van de tabaksindustrie was om deze feiten in twijfel te trekken door zelf studiebureaus op te richten en studies te laten publiceren om de nadelige effecten van roken in twijfel te trekken. Want zolang er twijfel was, hoefde de tabaksindustrie niet te vrezen voor regelgeving en restricties met betrekking tot het verkopen van tabak.

### Militair
Operatie Mincemeat - Dit is een geallieerde operatie die dateert uit de Tweede Wereldoorlog, april 1943. Het Britse plan was om een gesneuvelde militair valse papieren en documenten te geven opdat de Duitsers deze voor waar aannemen. Concreet werd er een gestorven man een nieuwe identiteit gegeven van een Brits officier, met daarin vage plannen voor een invasie langs Sardinië en Griekenland, om het Europese vasteland te bevrijden. De Duitsers namen deze plannen voor waar aan en stationeerden een deel van de troepen die op Sicilië verbleven naar Sardinië en Griekenland. Door het bewust verspreiden van deze valse informatie werd de geallieerde landing op Sicilië een stuk gemakkelijker (Operation Husky). Het plan werd een van de meest succesvolle en tevens meest gewaagde misleidingen tijdens de Tweede Wereldoorlog.
De Verenigde Staten hebben desinformatie ingezet over massavernietigingswapens die Irak zou hebben. Ook werd geclaimd dat het land nauwe banden onderhield met Al Qaida, die verantwoordelijk was voor de aanslagen op 11 september 2001 in New York en Washington. Irak, zo werd maandenlang herhaald, zou een grote en acute dreiging vormen voor de VS, en zelfs voor de hele wereld. Tal van studies hebben de omvang van deze Amerikaanse misleiding blootgelegd. In 2004 concludeerde onderzoek uit het Amerikaanse Huis van Afgevaardigden bijvoorbeeld dat vijf sleutelfiguren, waaronder president Bush en een aantal van zijn ministers, zeker 237 misleidende verklaringen de wereld in hadden gestuurd. In 2008 stelde een uitgebreider onderzoek van het ‘’Center for Public Integrity’’ vast dat acht personen, deels dezelfde, ten minste 935 onjuiste uitspraken deden. Uit het in 2010 gepubliceerde rapport van de Commissie-Davids, die de besluitvorming in de Irak-oorlog onderzocht, blijkt dat ook de Nederlandse regering propaganda inzette om steun voor de oorlog te creëren. Zekerheid werd geclaimd waar eigenlijk twijfel heerste, onjuiste informatie werd richting het parlement gestuurd en onwelgevallige feiten werden bewust buiten de politieke discussie gehouden – allemaal democratie-ondermijnende praktijken.
In 2017 werd in de Nederlandse krijgsmacht de Counter Hybrid Unit in het leven geroepen voor onderzoek naar verdediging tegen hybride dreigingen, waarbij „de vijand bijvoorbeeld politieke processen beïnvloedt [...] en nepnieuws verspreidt.” Daarbij zou een gerichte contra-propagandacampagne tot een van de mogelijkheden behoren. Een voorbeeld dat in dat verband aangehaald werd, waren de pogingen van de Russische geheime diensten en trollengroepen die probeerden de berichtgeving in de media over de MH17 te beïnvloeden.
In de moderne oorlogsvoering worden na bombardementen soms satellietbeelden of opnamen vanuit de bommenwerper of een drone gepubliceerd die zouden bewijzen dat een bepaald doelwit is vernietigd. Het is moeilijk of onmogelijk te verifiëren of dergelijke beelden authentiek zijn, op dat moment zijn gemaakt, of dat ze zijn bewerkt om als desinformatie te dienen. Voorbeelden zijn de vage groene beelden van geclaimde bombardementen tijdens de Irakoorlog in 2003.

### Politiek
Klimaatopwarming - Hoewel er een klimaatsverandering plaatsvindt en dit door de mens versterkt wordt, zijn er mensen die dit ontkennen. Er wordt via dezelfde marketingstrategieën zoals de tabaksindustrie eerder werkte, een waas van twijfel gezaaid rond de begrippen klimaatsverandering en globale klimaatopwarming door de mens. Dit door het aanstellen van schijnwetenschappers die in de media bewust twijfel zaaien rond klimaatsverandering.

## Bewustzijnsvorming en tegengaan van desinformatie
Sociale-mediaplatformen kunnen ingrijpen bij eventuele verspreiding van valse informatie. Zo plaatsten Facebook en Twitter waarschuwingen bij berichten op hun sites die na de verkiezingen van 2020 in de Verenigde Staten te vroeg een overwinning claimden.
De Europese Unie heeft de dienst EUvsDisinfo opgezet om desinformatie te verzamelen en desbetreffende webpagina's te ontsluiten op een eigen website.
Op scholen wordt het vak mediawijsheid gegeven om kinderen bewust te maken van de werking van digitale berichten.
In 2021 weerden Nederlandse banken klanten die "complottheorieën en andere bewezen desinformatie" verspreidden, omdat de banken hun acties als schadelijk beschouwden. Door dit restrictieve beleid kunnen betreffende organisaties geen financiële handelingen meer doen, waardoor deze in hun bestaan worden bedreigd. Het beleid betreft dat van de Rabobank, ING, Bunq, Triodos Bank en betalingsdienst Mollie.
In 2018 heeft het ministerie van VWS een Vaccinatiealliantie opgericht n.a.v. de dalende vaccinatiegraad onder de Nederlandse bevolking en de angst voor een mazelenuitbraak. 
Deze alliantie had tot doel om de voorlichting te verbeteren. Binnen deze alliantie werd ook een "denktank desinformatie" opgericht die zich bezighield met het verzamelen van betrouwbare informatie en het weerspreken van berichten op social media. 
Het RIVM, de Inspectie Gezondheidszorg en Jeugd (IGJ) en Nederlandse vertegenwoordigers van Facebook (inmiddels Meta), YouTube, Instagram, Google zijn lid van de denktank. Ook een „blogger” en een „columnist” hebben op enig moment deel uitgemaakt van de denktank. 
Tijdens de coronapandemie zocht de denktank de grenzen van de vrije meningsuiting op. Ambtenaren en commerciële online media platforms als Facebook en Google bepaalden gezamenlijk wat signalen van desinformatie zijn. Het riep de vraag wie, op basis van welke informatie, bepaalde wat desinformatie is en of er ruimte overbleef voor kritische vragen in het publieke debat. In antwoord op kamervragen van Pieter Omtzigt en Nicki Pouw-Verweij gaf staatssecretaris Maarten van Ooijen aan dat leden van de denktank onbetaald, vrijwillig en onder eigen vlag de sociale media-bedrijven benaderden. En dat de leden niet over enig machtsmiddel beschikten om sociale media-bedrijven te dwingen tot actie. Welke acties de denktank had ondernomen was niet bekend. 
Hoogleraar Martin Buijsen maakte in gesprek met Roland Pierik (die zelf aangaf lid te zijn van de denktank) bezwaar tegen het gebruik van de term desinformatie door een overheidsinstantie richting burgers, omdat het een veroordelende term is waar de overheid zich niet mee bezig moet houden. Ook gaf hij aan dat het werk van de denktank niet controleerbaar is.
Volgens de inentingstheorie, een begrip uit de sociale psychologie, kunnen personen in hun houding of overtuiging weerbaar worden gemaakt, en weerstand bieden tegen overreding of beïnvloeding, naar analogie van hoe een lichaam door inenting weerstand krijgt tegen ziekte.